# Vinca Wiedemann
Vinca Wiedemann (født 23. september 1959 på Frederiksberg) er en dansk filmklipper, og hun var i perioden 2014-2019 rektor for Den Danske Filmskole.

## Karriere
Wiedemann har arbejdet alsidigt inden for filmbranchen. Hun blev uddannet filmklipper fra Den Danske Filmskole i 1987, men allerede fra 1983 har hun klippet film. Hun har undervist på Den Danske Filmskole og fungeret som konsulent på flere film, fra 1999 som konsulent ved Det Danske Filminstitut. I sidstnævnte rolle har hun stået bag støtten til film som Flugten, En familie, Melancholia og Kollektivet.
I 2003 blev hun udnævnt til kunstnerisk leder af talentudviklingsordningen, New Danish Screen.
I 2013 blev hun udnævnt til at overtage stillingen som rektor ved Den Danske Filmskole efter Poul Nesgaard, med tiltrædelse pr. 1. marts 2014. Hun måtte stoppe i november 2019 efter modstand mod hende fra elever, lærere og filmbranchen.